# آرسی-سی-اوب
آرسی-سی-اوب (به فرانسوی: Arcis-sur-Aube) یک کمون در فرانسه است که در اوب واقع شده‌است. آرسی-سی-اوب ۹٫۴۹ کیلومتر مربع مساحت دارد ۹۲ متر بالاتر از سطح دریا واقع شده‌است.

## خواهرخوانده
شهر گومارینگن خواهرخواندهٔ آرسی-سی-اوب هست.